# معركة أرتيميفسك
كانت معركة أرتيميفسك في 2014 معركة في مدينة أرتيميفسك سابقاً (المعروفة باسم باخموت منذ 2016) خلال الحرب في دونباس في شرق أوكرانيا كجزء من الحرب الروسية الأوكرانية الأوسع نطاقاً. دارت المعركة بين قوات العمليات الخاصة الأوكرانية والحرس الوطني الأوكراني ضد الميليشيات الموالية لروسيا التي تقاتل لصالح جمهورية دونيتسك الشعبية.